# Arbeitersynagoge (Moisés Ville)

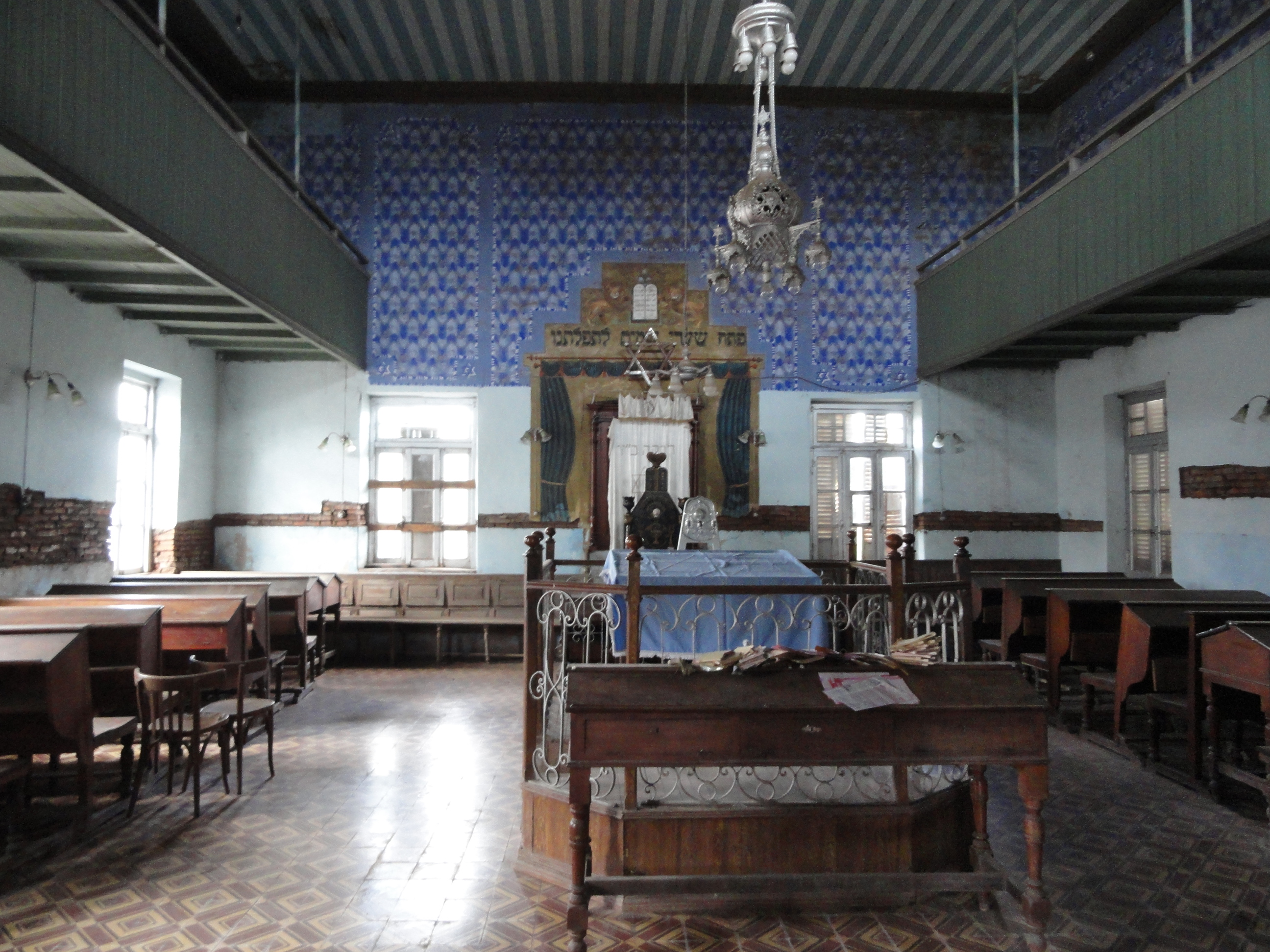
Innenansicht des Hauptraums

Die Arbeitersynagoge (spanisch Sinagoga obrera, jiddisch Arbeter shul, hebräisch Baal Meloje Shul) ist eine von drei Synagogen in Moisés Ville, einer Gemeinde in der Provinz Santa Fe in Argentinien. Ihr schlichter Stil entspricht den Synagogen osteuropäischer Kleinstädte vor dem Zweiten Weltkrieg.
Die Gründung der Synagoge geht auf Arbeiter und Handwerker (Tischler, Schmiede, Maurer, Schneider und Sattler) zurück, die sich 1916 zur Bruderschaft Jevráh Linat Hatzedek zusammenschlossen, um den Bau in ihrer freien Zeit unter der Leitung von David Schapschuk, aber ohne Plan eines Architekten, zu errichten.
Ab 1924 wurde mit der Beschaffung finanzieller Mittel und Baumaterial begonnen. Der Hauptraum und die Lehmfassade mit dem Eingangsportal wurden zwischen 1926 und 1928 fertiggestellt, 1932 begann man mit dem Ausbau des Obergeschosses. Zwischen 1936 und 1940 wurde die Inneneinrichtung fertiggestellt.
Obwohl die Synagoge heute nicht mehr für den Gottesdienst genutzt wird, ist ihre Einrichtung noch nahezu vollständig erhalten. Die Bimah aus Holz und Schmiedeeisen ist bemerkenswert.